# Harlan Smith
Harlan James Smith (ur. 25 sierpnia 1924 w Wheeling, zm. 17 października 1991) – amerykański astronom.

## Życiorys
Od lutego 1943 do końca II wojny światowej służył w armii amerykańskiej w United States Army Air Corps, gdzie zainteresował się obserwacjami meteorologicznymi. Po wojnie wstąpił na Uniwersytet Harvarda, w 1949 uzyskał tam bakalaureat, a w 1951 magisterium. W 1953 podjął pracę wykładowcy astronomii na Uniwersytecie Yale, ale doktorat uzyskał (w 1955) na Uniwersytecie Harvarda.
W 1963 przeniósł się na Uniwersytet Teksański w Austin, gdzie został kierownikiem Obserwatorium McDonalda (funkcję tę pełnił do 1989). 
Zajmował się badaniami gwiazd zmiennych; odkrył gwiazdy zmienne typu Delta Scuti. Jako pierwszy zaobserwował zmienność kwazarów.

## Wyróżnienia i upamiętnienie
7 września 1973 Uniwersytet Mikołaja Kopernika w Toruniu przyznał mu tytuł doctora honoris causa. W 1983 uzyskał też honorowy doktorat Uniwersytetu Denisona. 
Jego imieniem nazwano:
- krater Harlan na Księżycu
- planetoidę (3842) Harlansmith
- Teleskop Harlana J. Smitha w McDonald Observatory[1].